# 叉柱花
叉柱花（学名：Staurogyne concinnula），又名哈哼花，是爵床科叉柱花属的植物。分布在日本、台湾岛以及中国大陆的海南、福建、广东等地，生长于海拔500米至1,100米的地区，常生于低海拔林下，目前尚未由人工引种栽培。